# Henri Bourgat
Pour les articles homonymes, voir Bourgat.
François Sébastien Henri Bourgat, né le 21 septembre 1896 à Toulouse et mort le 9 octobre 1975 à Perpignan, est un aviateur français. 

## Biographie
Engagé volontaire en 1914, blessé par balle en 1917, Henri Bourgat passe au 1er groupe d’aviation en juillet 1918. Il entre chez Latécoère en 1924, en tant que pilote sur la ligne Toulouse-Casablanca puis Casablanca-Dakar. Il séjourne à Cap Juby (Tarfaya). Antoine de Saint-Exupéry, chef d’escale, donne dans Terre des hommes une page émouvante de leur nuit forcée dans le désert au secours de leur camarade Riguelle. 
Sa carrière de navigant s’est interrompue après l’accident du Latécoère 28 F-AJPA le 26 février 1934 au sud du Cap Bojador alors qu’à titre de passager il regagnait son poste à Dakar. Jean Reig, mécanicien a été tué ; Marcel Goret pilote, Frédéric Marret radio, Abdallah interprète et Henri Bourgat sont blessés. Il a été reclassé au sol par Air France en résidence à Casablanca.